# Aaron Siskind

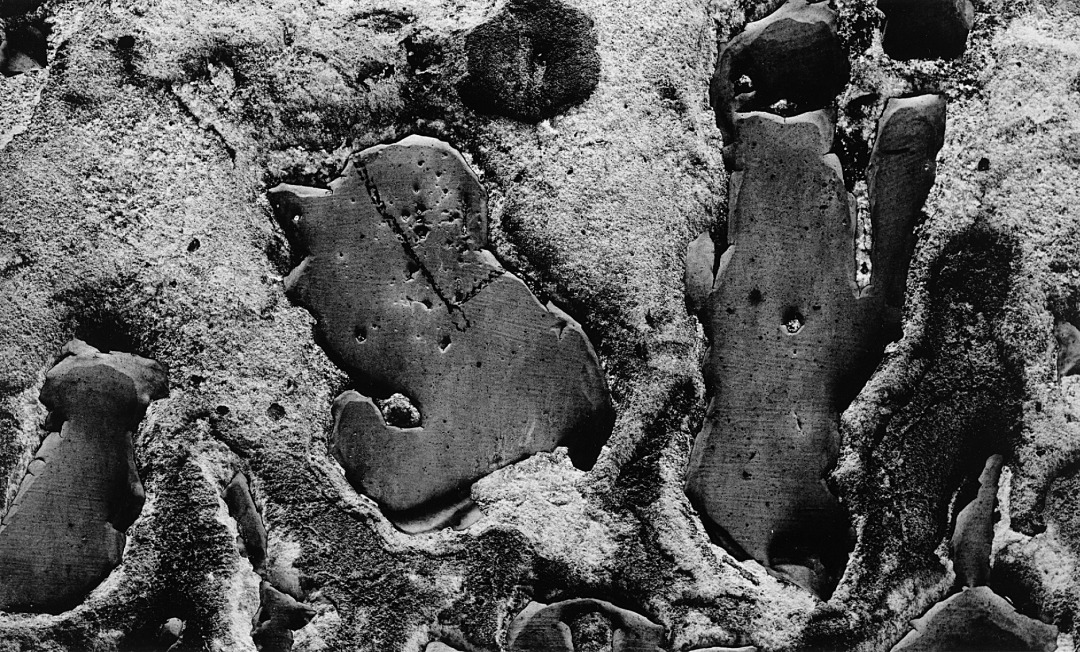
Aaron Siskind fue un fotógrafo estadounidense, desarrolló una fotografía abstracto-expresionista, por lo que es una figura clave en el arte moderno de Estados Unidos después de 1945.

Aaron Siskind (4 de diciembre de 1903, Nueva York-8 de febrero de 1991, Providence, Rhode Island) fue un fotógrafo estadounidense, desarrolló una fotografía abstracto-expresionista, por lo que es una figura clave en el arte moderno de Estados Unidos después de 1945.

## Biografía
Con una temprana vocación de escritor, Siskind estudió inicialmente Literatura en la Universidad de Nueva York. Completó su licenciatura en literatura inglesa en 1926. 
Comenzó a enseñar en varias escuelas públicas de Nueva York, y su formación literaria lo llevó a escribir poesía, bajo fuerte influencia de William Blake. 
En 1930 --según el mismo relataba-- como regalo de bodas recibió una cámara fotográfica de regalo, y durante la luna de miel descubrió su pasión por la fotografía.
De 1932 a 1941 fue miembro de la Photo League, trabajando fundamentalmente como fotógrafo de eventos sociales y a fotografiar la nueva arquitectura neoyorquina, explorando símbolos e ideas que vendrían a convertirse en sus preocupaciones formales dentro de su visión poético-fotográfica.
Entre 1936 y 1940 Siskind produjo diversos ensayos fotográficos ahondando en la vertiente estética de la fotografía. La mayoría de los miembros de la liga rechazan su trabajo, considerándolo "demasiado artístico". Luego Siskind abandona la liga, y crea su propio grupo de trabajo, que producirá varios ensayos sobre el impacto de la gran depresión sobre la sociedad norteamericana.
Motivado por la idea de producir cambios sociales, Siskind procura mostrar las condiciones de vida de los habitantes más desfavorecidos del barrio de Harlem. Así, en 1981 se publicaría su libro Harlem Document, Photographs 1932-1940: Aaron Siskind, reuniendo gran parte de las fotografías tomadas durante esa época.